# Волосок, Иван Павлович
Иван Павлович Волосо́к (1900 — 1982) — советский инженер-конструктор техники специальной связи, создатель первой советской шифровальной машины, генерал-майор войск связи (20.12.1943), кандидат технических наук.

## Биография

### Ранние годы
Родился 7 (20 января) 1900 года в селе Ново-Николаевка Херсонской губернии в бедной крестьянской семье. Окончив 2 класса земского училища, в 13 лет отправился работать батраком. В 16 лет поступил на курсы подготовки почтово-телеграфных работников, а после их окончания был направлен в Канев.

### На службе в Красной армии
В 1919 году вступает в РКП(б). Принимает активное участие в установление советской власти: входит в отряд по охране города, участвует в мероприятиях по организации связи. Спустя некоторое время город захватывают петлюровцы и приговаривают его к расстрелу, но вовремя подоспевшие красные отряды не дали этому осуществиться.
В том же году некоторое время исполнял обязанности заведующим телеграфной сетью Каневского уезда и политконтролёром уездной почтовой конторы. После был назначен начальником связи штаба Днепровской военной флотилии.
В апреле 1921 года становится начальником промежуточной станции службы связи Черноморского флота. С ноября 1921 года — в подготовительной школе командного состава флота в Петрограде. По её окончании — слушатель военно-морского инженерного училища им. Ф. Э. Дзержинского.
По окончании училища в 1928 году направлен на Черноморский флот (крейсер «Коминтерн»). Однако состояние здоровья (последствия ранения и перенесённого тифа) не позволяет продолжить строевую службу, и Волосок переходит на научную работу.

### Создание советской шифровальной машины
Долгое время Советский Союз был вынужден использовать иностранную технику для обеспечения специальной связи. Начало 1930-х годов дало старт разработке первой отечественной шифровальной аппаратуры, и руководить её созданием выпало именно Волоску, который к тому моменту являлся начальником Второго отделения Восьмого отдела штаба РККА.
В 1932 году были изготовлены первые 2 опытных образца машины, получившей название ШМВ-1 (Шифровальная машина Волоска — 1). ШМВ-1 не выпускалась серийно, так как имела ряд серьёзных недостатков.
Первый неудачный опыт, ожидаемо, не остановил ни руководство страны, ни самого Волоска, так как создание отечественной шифраппаратуры являлось задачей государственной важности.
Дальнейшие работы продолжились на ленинградском заводе имени А. А. Кулакова, где была создана научно-производственная структура по выпуску техники специальной связи. В 1937 году была создана новая шифровальная машина, получившая название В-4. В-4 была изготовлена в 2-х вариантах: единая конструкция — ведущие конструкторы В. Н. Рытов и П. А. Судаков; составное устройство — ведущий конструктор Н. М. Шарыгин.
Шифрмашина Шарыгина являлась доработкой В-4 и получила название М-100 «Спектр». В дальнейшем была доработана и М-100, получившая наименование М-101 («Изумруд»). На том же заводе в 1937 году была разработана и первая кодировочная аппаратура — К-37 «Кристалл». Первое боевое крещение аппаратура получила во время гражданской войны в Испании (1936—1939 годы), на озере Хасан в 1938 году, в 1939 году на Халхин-Голе и в 1939—1940 годах во время Советско-финской войны.
Техника специальной связи, разработанная под руководством Волоска, применялась в стратегическом, оперативно-стратегическом и оперативном (К-37) звеньях управления и оказала огромное влияние на ход Великой Отечественной войны. Всего к началу Великой Отечественной войны было принято на вооружение шифрорганов СССР свыше 150 комплектов К-37 и 96 комплектов М-100.
В 1939 году на заводе начался выпуск шифрующих приборов для засекречивания телеграфных сообщений: C-306 — к аппарату Морзе с питанием от сети и С-307 — с питанием от аккумуляторов (О. А. Примазова), С-308 — к телеграфному аппарату Бодо (Н. М. Шарыгин), С-309 — к телеграфному аппарату С-35 (В. Н. Рытов).
Кандидат технических наук (1943) без защиты диссертации. 20 декабря 1943 года Волосок получил звание генерал-майор.

## Награды и премии
- три ордена Ленина;
- три ордена Красного Знамени;
- орден Красной Звезды;
- медали;
- Почётный сотрудник госбезопасности;
- Сталинская премия третьей степени (1943) — за разработку новой аппаратуры специального назначения.